# Daniel Maclise

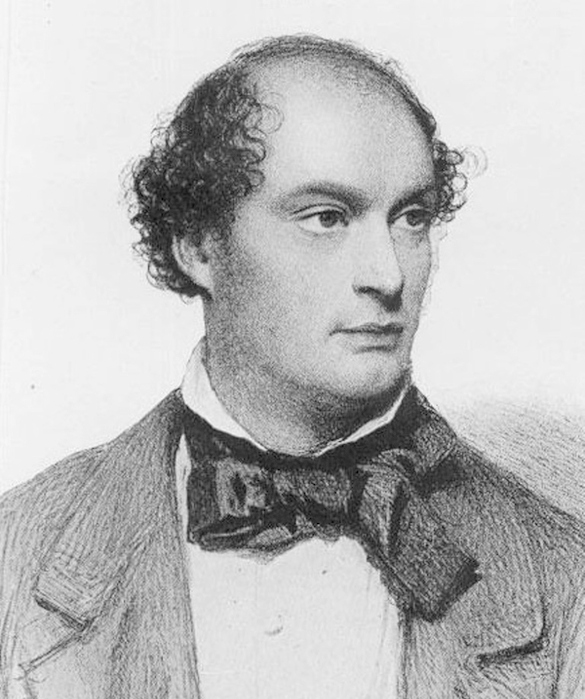
Litografia Daniela Maclise (1857)

Daniel Maclise (ur. 25 stycznia 1806 w Corku, zm. 25 kwietnia 1870 w Londynie) – irlandzki malarz. Był jednym z najsłynniejszych malarzy Irlandii w XIX wieku.
Większość życia spędził w Londynie. Rysował karykatury współczesnych mu literatów, np. Karola Dickensa, oraz obrazy o tematyce historycznej.

## Prace
- Madeleine After Prayer,
- The Combat of Two Knights,
- The Origin of the Harp.